# دانيال جونسون (لاعب كرة قدم أمريكية)
دانيال جونسون (بالإنجليزية: Daniel Johnson)‏ هو لاعب كرة قدم أمريكية أمريكي، ولد في 7 مايو 1955 في نورماندي في الولايات المتحدة.